# Badrul Haider Chowdhury
Pour les articles homonymes, voir Chowdhury.
Badrul Haider Chowdhury, né le 1er janvier 1925 et décédé le 14 février 1998) a été président de la Cour suprême du Bangladesh et juge en chef du 1er décembre 1989 au 31 décembre 1989.

## Jeunesse et études
Chowdhury est né dans le district de Noakhali de la présidence du Bengale, dans l'actuel Bangladesh, en 1925, de Khan Bahadur Mohammed Gazi Chowdhury. En 1948, Chowdhury a terminé ses études supérieures à l'université de Calcutta et a obtenu son diplôme de droit en 1951. En 1955, il a obtenu le titre de barrister de Lincoln's Inn, au Royaume-Uni,.

## Carrière
De 1965 à 1971, Chowdhury a exercé à la Haute Cour de Dacca. Le 1er avril 1971, il est nommé juge à la Haute Cour de Dacca.
Après l'indépendance du Bangladesh, Chowdhury a été nommé juge à la Haute Cour du Bangladesh en janvier 1972. Il a été nommé juge à la Division d'appel en 1978. Son verdict dans l'affaire du 8e amendement a été un moment marquant de l'histoire juridique du Bangladesh. Il a clairement indiqué, dans la décision relative au huitième amendement, que le concept d'État de droit contenu dans le préambule, qui est également une composante obligatoire du rêve bangladais, constitue la structure de base de la Constitution.  Du 1er décembre 1989 au 31 décembre 1989, il a été le juge en chef du Bangladesh.
En 1988, Scimitar Exploration Limited s'est vu attribuer un contrat par le gouvernement Ershad pour l'exploration pétrolière à Haripur, Sylhet, et qu'elle a échoué dans ses travaux d'exploration, la Jubo Union a organisé une marche sur route de Dacca à Sylhet pour demander l'annulation du contrat. Le mouvement des citoyens a triomphé, et le contrat de Scimitar a finalement été annulé. Scimitar avait déposé une demande d'arbitrage contre le Bangladesh auprès du Centre international pour le règlement des différends relatifs aux investissements (CIRDI) et Kamal Hossain, ainsi que Badrul Haider Chowdhury, en tant qu'avocat, avaient enregistré une victoire du Bangladesh contre Scimitar en 1992.

## Vie privée
Chowdhury a épousé Anwara Begum. Sa fille Naima Haider est devenue juge à la Haute Cour de Dacca.
Le 14 février 1998, Chowdhury est décédé à Dacca, au Bangladesh.